# Echuca
Echuca (12 538 habitants) est une ville de l'État de Victoria, en Australie, située sur les rives du Murray, le cours d'eau qui fait office de frontière entre l'État de Victoria et celui de Nouvelle-Galles du Sud. Echuca se trouve en face de Moama, en Nouvelle-Galles-du-Sud, ville à laquelle elle est reliée par un pont depuis 1870.
La ville est située à proximité du confluent du Goulburn et du Campaspe avec le Murray et le nom aborigène de la ville signifie la "rencontre des eaux".
La ville a connu son heure de gloire à la fin du XIXe siècle, lorsqu'elle servait de point de transfert entre les marchandises (laine, bétail, céréales, bois, etc.) arrivées par le Murray pour être acheminées jusqu'au port de Melbourne par le chemin de fer. Mais le développement du transport routier et ferroviaire a fait péricliter cette activité et la ville vit aujourd'hui surtout du tourisme et de l'agriculture.

## Personnalités liées à la commune
L'acteur Travis Fimmel, notamment connu pour son rôle de Ragnar Lothbrock dans la série télévisée Vikings, est né à Echuca.